# Karabin Sako TRG-22
Sako TRG-22 – fiński karabin wyborowy, udoskonalona wersja Sako TRG-21. Karabiny TRG-22 są używane przez Siły Zbrojne Rzeczypospolitej Polskiej (np. Jednostkę Wojskową Komandosów) oraz Policję pod oznaczeniem kbw SAKO TRG-22. Zostały zakupione specjalnie dla strzelców wyborowych z przeznaczeniem do PKW Irak. W 2007 roku SZ RP dysponowały 207 karabinami tego typu.

## Opis
Sako TRG-22 jest bronią powtarzalną, z zamkiem czterotaktowym suwliwo-obrotowym z trzema ryglami.
Lufa samonośna, gwintowana o skoku gwintu równym 270 mm (skok prawoskrętny, czterobruzdowy). Na końcu lufy może być mocowane wielofunkcyjne urządzenie wylotowe lub tłumik dźwięku.
Zasilanie z magazynka o pojemności 10 nabojów.
Osada wykonana z tworzywa sztucznego (poliuretanu). Kolba z regulowana poduszką podpoliczkową. Z przodu łoża może być montowany dwójnóg. Poprzednikiem TRG-22 jest karabin Sako TRG-21. Modelem na silniejszy nabój .338 LM jest karabin Sako TRG-42.
Broń jest wyposażona w szynę, szyny STANAG 2324.